# Урош Стевановић
Урош Стевановић (Београд, 8. октобар 1982) српски је ватерполо тренер.

## Биографија
Био је селектор женске репрезентације Србије и јуниорских репрезентација Србије.
На месту селектора репрезентације Србије заменио је Дејана Савића 2022. године. Од 2013. године је тренер Радничког из Крагујевца.
Предводио је репрезентацију Србије на Олимпијским играма у Паризу 2024. године, када је освојена златна медаља, победом у финалу против Хрватске резултатом 13:11.

## Репрезентативни трофеји (као тренер)
- Олимпијске игре у Паризу 2024. —  Олимпијски победник са Репрезентацијом Србије